# Carrollton (Missouri)
Pour les articles homonymes, voir Carrollton.
La ville de Carrollton est le siège du comté de Carroll, situé dans l'État du Missouri, aux États-Unis.